# 渡辺町泉田
渡辺町泉田（わたなべまち いずみだ）は、福島県いわき市の大字である。郵便番号は972-8331。

## 地理
いわき市南東部の小名浜地区に属する。北で常磐藤原町、常磐白鳥町、常磐西郷町、東で常磐長孫町、泉ケ丘、南で泉町玉露、中部工業団地、渡辺町昼野、渡辺町田部、西で渡辺町松小屋、渡辺町中釜戸とそれぞれ隣接する。概ね町村制施行以前の菊多郡泉田村の流れを汲む地域である。二級水系藤原川支流の岩崎川上中流域を範囲とする。谷あいの平地に水田が広がり、山裾に住宅が建ち並ぶ。小名浜岡小名内に所在するいわき東警察署及び小名浜に所在する小名浜消防署がそれぞれ管轄にあたる。

### 主な字
字
- 藤神前
- 一町田

- 沢田
- 花輪

- 狐塚

### 河川
- 岩崎川（二級水系藤原川水系）

## 歴史
- 1879年1月27日 - 泉藩領泉田村が福島県内における郡区町村制の施行により菊多郡の村となる[4]。
- 1889年4月1日 - 町村制の施行により泉田村が田部村、昼野村、洞村、松小屋村、中釜戸村、上釜戸村と合併し、菊多郡渡辺村が新たに発足する。旧泉田村域は渡辺村の大字となる[4]。
- 1896年4月1日 - 菊多郡と周辺郡との合併により石城郡が発足し、石城郡渡辺村となる[4]。
- 1954年3月31日 - 渡辺村が小名浜町、泉町、江名町と合併、磐城市が新たに発足し、磐城市の大字となる[4]。
- 1966年10月1日 - 磐城市が平市・常磐市・内郷市・勿来市、石城郡小川町・遠野町・四倉町・川前村・田人村・好間村・三和村、双葉郡久之浜町・大久村と合併しいわき市となり、いわき市小名浜地区の大字となる[4]。

## 世帯数と人口
2023年10月31日現在の世帯数と人口は以下の通りである。
| 大字       | 世帯数 | 人口 |
| ---------- | ------ | ---- |
| 渡辺町泉田 | 23世帯 | 56人 |

## 小・中学校の学区
市立小・中学校に通う場合、学区は以下の通りとなる。
| 番地 | 小学校               | 中学校             |
| ---- | -------------------- | ------------------ |
| 全域 | いわき市立渡辺小学校 | いわき市立泉中学校 |

## 交通

### 道路
- 福島県道56号常磐勿来線
- 一級市道沖長孫線

## 施設
- 泉田公民館
- 磐城共栄木材